# Gmina Kosów Lacki
Die Gmina Kosów Lacki ist eine Stadt-und-Land-Gemeinde im Powiat Sokołowski der Woiwodschaft Masowien in Polen. Ihr Sitz ist die gleichnamige Kleinstadt mit etwa 2100 Einwohnern.

## Geographie
Die Gemeinde liegt im Osten der Woiwodschaft, etwa 90 Kilometer nordöstlich der Landeshauptstadt Warschau. Nachbargemeinden sind Ceranów, Małkinia Górna, Miedzna, Sabnie, Sadowne, Sokołów Podlaski, Sterdyń und Stoczek.

## Geschichte
Die Landgemeinde wurde 1973 aus verschiedenen Gromadas wieder gebildet. Mit der Erteilung der Stadtrechte an ihren Hauptort wurde sie zum 1. Januar 2000 zur Stadt-und-Land-Gemeinde. Ihr Gebiet gehörte bis 1975 zur Woiwodschaft Warschau. Es kam dann bis 1998 zur Woiwodschaft Siedlce, der Powiat wurde in dieser Zeit aufgelöst. Zum 1. Januar 1999 kam die Gemeinde zur Woiwodschaft Masowien und zum wiedererrichteten Powiat Sokołowski.

## Gliederung
Zur Stadt-und-Land-Gemeinde Kosów Lacki gehören die Stadt selbst und 29 Orte mit einem Schulzenamt (sołectwo):
- Albinów
- Bojary
- Buczyn Szlachecki
- Chruszczewka Szlachecka
- Chruszczewka Włościańska
- Dębe
- Dybów
- Grzymały
- Guty
- Henrysin
- Jakubiki
- Kosów Ruski
- Krupy
- Kutyski
- Łomna
- Nowa Maliszewa
- Nowa Wieś Kosowska
- Nowy Buczyn
- Rytele Święckie
- Sągole
- Stara Maliszewa
- Telaki-Tosie
- Trzciniec Duży
- Trzciniec Mały
- Wólka Dolna
- Wólka Okrąglik
- Wyszomierz
- Żochy

Ein weiterer Orte der Gemeinde ist Kosów-Hulidów.

## Verkehr
Die Woiwodschaftsstraße DW677 führt von Ostrów Mazowiecka an der Europastraße 67 in die Kreisstadt Sokołów Podlaski im Süden. Die DW695 verbindet Kosów Lacki mit der Landesstraße DK63.
Die DW677 verläuft auf der ehemaligen Trasse der Bahnstrecke Małkinia–Kosów Lacki–Sokołów Podlaski, die in den 1990er Jahren eingestellt wurde.
Der nächste internationale Flughafen ist Warschau.